# Mike van Diem
Mike van Diem est un réalisateur et un scénariste néerlandais, né le 12 janvier 1959. En 1998, il a remporté l'Oscar du meilleur film en langue étrangère pour son film Karakter.

## Biographie
Van Diem est né à Druten, mais a grandi à Sittard, dans le quartier des villas qui deviendra plus tard le cadre de son film Flodder. On peut d’ailleurs voir son père dans ce film lors de la séquence titre (homme à la Ferrari) où la famille Flodder entre pour la première fois dans le quartier. Van Diem est le second d’une famille de 3 garçons. Il a étudié à l'Université d'Utrecht et est devenu membre de l'association étudiante CS Veritas. Après une longue période d'études, il obtient son diplôme de l'Académie néerlandaise du cinéma et de la télévision en 1989.
Le film d'examen de Van Diem, en tant que réalisateur, était Alaska, un court métrage thriller psychologique qui met en scène Coen van Vrijberghe de Coningh, Maeve van der Steen et Willem Nijholt. Van Diem a également écrit le scénario du film, tandis que De Coningh était le compositeur de la musique. Pendant la production, le film a connu des problèmes financiers. Van Diem a ensuite écrit une lettre à First Floor Features, qui a financé la fin de ce film  qui a reçu un Veau d'or (de Huub Stapel). C'était le premier film étudiant à remporter ce prix. Un an plus tard, le film remporte le Student Academy Award à Los Angeles et est acclamé au festival American Sundance Film  en 1991. Van Diem est ensuite autorisé à travailler comme scénariste au First Floor Features, tandis que De Coningh obtient le rôle principal dans la série télévisée Flodder, produite par First Floor Features. Pour cette série, Van Diem fournit les idées pour le scénario des épisodes Soldaat Kees et Verkiezingen.
En 1990, Van Diem a été assistant réalisateur du film My Blue Heaven et a passé deux ans à développer son propre scénario pour Across the street, un thriller qui a été annoncé pendant des années dans les publicités internationales de First Floor Features, mais n’a finalement jamais été terminé en raison de problèmes de budget. Il a également réalisé huit épisodes de la série télévisée Pleidooi. Pour l'épisode Noodweer, il collabore à nouveau avec De Coningh.
En 1997, il réalise le film Karakter (Charactère) pour First Floor Features. Le scénario et la mise en scène ont été réalisés par Van Diem. En mars 1998, le film a remporté l'Oscar du meilleur film en langue étrangère. Dans son discours de remerciement, Van Diem a dédié le prix à son bon ami Coen van Vrijberghe de Coningh, décédé subitement peu de temps auparavant. C'est le dernier film néerlandais à avoir remporté un Oscar. Karakter a aussi remporté le Grand Prix du Festival du Film de Paris, le Grand Prix du Jury de l'AFI Fest et le Prix de la Semaine des Réalisateurs de la Fantasporto.
Ce n'est qu'en 2015 que son deuxième long métrage De surprise est sorti. Van Diem est aussi engagé dans la réalisation de publicités pour la télévision. En 2016, il réalise le film Tulipani : Liefde, Eer en een een Fiets (Amour, honneur et bicyclette).

## Filmographie
- 1988 : De andere kant
- 1989 : Alaska
- 1997 : Karakter
- 2015 : De surprise
- 2017 : Tulipani: Liefde, Eer en een Fiets